# توماس برايس
توماس برايس (بالإنجليزية: Thomas Price)‏ هو سياسي بريطاني، ولد في 1840 في المملكة المتحدة، وتوفي في 4 أبريل 1906 في أستراليا. انتخب عضو المجلس التشريعي ولاية كوينزلاند.